# Reprezentacja Rosji w piłce wodnej kobiet
Reprezentacja Rosji w piłce wodnej kobiet – zespół, biorący udział w imieniu Rosji w meczach i sportowych imprezach międzynarodowych w piłce wodnej, powoływany przez selekcjonera, w którym mogą występować wyłącznie zawodnicy posiadający obywatelstwo rosyjskie. Za jej funkcjonowanie odpowiedzialny jest Rosyjski Związek Piłki Wodnej (FWPR), który jest członkiem Międzynarodowej Federacji Pływackiej.